# Precuela de Harry Potter
La precuela de Harry Potter es una breve historia de 800 palabras escrita por J. K. Rowling. Fue publicada en Internet el 11 de junio de 2008. Rowling descartó escribir una precuela completa de la serie Harry Potter, además, escribió al final de la narración: «From the prequel I am not working on — but that was fun!» —en español: Es parte de la precuela que no estoy escribiendo; ¡Pero fue divertido!—. La historia narra una aventura protagonizada por Sirius Black y James Potter, padrino y padre, respectivamente, del personaje epónimo.
El 28 de mayo de 2008, Rowling anunció que estaba escribiendo una precuela para la asociación de autores English PEN y para Dyslexia Society. La historia, escrita a mano en una tarjeta y firmada por J. K. Rowling, fue subastada junto con otras doce tarjetas similares, firmadas por otros autores el 11 de junio de 2008, cuyos beneficios fueron destinados a obras benéficas. La tarjeta fue vendida por £25.000 en la subasta denominada What's Your Story? —en español: ¿Cuál es tu historia?— en la librería Waterstone's de la calle londinense Piccadilly. El conjunto de las trece tarjetas recaudó un total de £47.150 aproximadamente. El comprador de la precuela fue Hira Digpal, presidente de la compañía de servicios financieros tokiota Red-33. Digpal declaró que estaba preparado para hacer una puja máxima de £50.000, el doble de lo que finalmente pagó. También aseguró que envió un fax al editor de Rowling para pedir la colaboración de la autora para usar la historia de una manera que ayude a recaudar más fondos para la caridad.

## Argumento
Dos policías muggle, el oficial Anderson y el Sargento Fisher, están persiguiendo a una motocicleta que excedió el límite de velocidad ingresando a un callejón sin salida. Se enfrentan a los dos jóvenes que están montando en la moto y les preguntan sus nombres. Después de algunas bromas, los jóvenes se presentan como Sirius Black y James Potter. Mientras los policías intentan arrestarlos por conducir a altas velocidades y sin casco, aparecen tres hombres volando en escobas, descendiendo hacia ellos. James y Sirius usan sus varitas mágicas para levantar el coche patrulla y formar una barrera, contra la que chocan los tres brujos. Tras esto, James y Sirius se marchan dejando a los asustados policías en el callejón.

## Contexto
J. K. Rowling declaró que la precuela se ubica «alrededor de tres años» antes del nacimiento de Harry Potter —el 31 de julio de 1980— De acuerdo a lo escrito en Harry Potter y las Reliquias de la Muerte, el padre de Harry, James Potter, nació el 27 de marzo de 1960, por lo que de acuerdo a la cronología de la serie, ingresó en el colegio Hogwarts en 1971, al igual que Sirius Black, puesto que era su compañero de clase. Por lo tanto, en 1977, ambos estaban en el séptimo y último curso de Hogwarts, aunque Rowling dejó claro que esta fecha es sólo una aproximación, por lo que es posible que los dos amigos ya hayan terminado sus clases.
Por otro lado, según Harry Potter y la Orden del Fénix, los magos se vuelven mayores de edad a los 17 años, por lo que, después de marzo de 1977, James estaba habilitado para usar magia fuera de Hogwarts sin violar el decreto que restringe la hechicería en menores. Además, hacer magia en la presencia de un muggle —una persona no mágica— violaría el Estatuto Internacional del Secreto, pero hay una excepción para casos de defensa propia. Finalmente, también se sabe gracias a este libro, que Sirius Black huyó de su casa a la edad de 16 y se alojó en casa de los Potter, por lo tanto, para la fecha en que ocurre la precuela ambos estarían viviendo en la misma casa. Ésta también era la época de la primera guerra contra Voldemort.